# Xu Jiao
Xu Jiao, (chinois traditionnel : 徐嬌 ; pinyin : Xú Jiāo) née le 5 août 1997 à Ningbo, est une actrice chinoise. Elle débute en 2008 avec le film CJ7.

## Filmographie sélective

### Cinéma
- 2008 : Dicky Chow dans CJ7 de Stephen Chow
- 2009 : Hua Mulan jeune dans Mulan, la guerrière légendaire de Jingle Ma
- 2010 : Lee Mei-wai jeune dans Ip Man : La légende est née de Herman Yau
- 2010 : Zhou Qiq dans Time Warriors : La Révolte des mutants de Wong Jing